# Wiktor Andersson
Wiktor Herman "Kulörten" Andersson (ur. 19 czerwca 1887 w Kungsbacka, zm. 13 września 1966 w Sztokholmie) – szwedzki aktor filmowy. Na przestrzeni lat 1923 – 1958 wystąpił w 160 produkcjach.

## Wybrana filmografia
- Västkustens hjältar (1940)
- Kryzys (Kris) (1946)
- För min heta ungdoms skull (1952)